# Archibald Nathaniel Jenks
‎Archibald Nathaniel Jenks, kanadski letalski častnik, vojaški pilot in letalski as, * 14. oktober 1889, Coaticook, Port Quebec, † 1938.
Nadporočnik Jenks je v svoji vojaški službi dosegel 7 zračnih zmag.

## Življenjepis
Med prvo svetovno vojno je leta 1915 v Kanadske oborožene sile. Sprva je bil pripadnik 13. bataljona Royal Horse Guards, nato pa je 15. marca 1917 vstopil v Kraljevi letalski korpus.
Vse svoje zračne zmage je dosegel v sestavi 20. eskadrilje in s F.E.2d.
Po vojni je postal zobozdravnik. Leta 1938 je ustrelil svojo ženo in potem naredil samomor.